# Masongill
Masongill – wieś w Anglii, w hrabstwie North Yorkshire, w dystrykcie (unitary authority) North Yorkshire. Leży 97 km na zachód od miasta York i 337 km na północny zachód od Londynu.